# Sicó I
Sicó I (772-832) fou príncep de Benevent del 817 a la seva mort. Va pujar al tron en un cop d'estat.
Era originari del ducat de Spoleto (només una font diu que era del ducat de Friül) i sembla que parent més o menys llunyà del rei llombard Desideri d'Ístria; la seva mare va fugir a Benevent amb el seu fill quan el ducat de Spoleto va caure en mans dels francs; Arechis II, que llavors governava a Benevent, el va acollir molt bé, i es diu que tenia la intenció de nomenar-lo com a successor, però aquest fet probablement fou esbombat pel mateix Sicó o els seus partidaris. Grimoald el va tractar també molt bé i li va concedir diversos honors fent-lo gastald d'Aceranza. Aliat a Radelchis comte de Conza, va donar un cop d'estat i va agafar el poder matant Grimoald IV.
Per mitjà del seu padrí Trasari, abat de Sant Wandril, va tenir relacions amb els francs i va poder mantenir la pau tot el seu regnat. Inicialment va enviar ambaixadors a Lluís el Pietós, que era a Cambrai (tardor del 818) amb regals i comunicant la seva pujada al tron i exculpant al nou príncep en la mort de l'anterior; els ambaixadors portaven la renovació del jurament de fidelitat.
El seu govern fou cruel i els seus súbdits no n'estaven contents. Va sostenir contínues lluites amb el ducat de Nàpols que va haver de pagar tribut. El Chronicon Salernitanum diu que per un temps va arrabassar als napolitans el cos del sant patró de la ciutat, Gener. L'historiador Erchempert esmenta una campanya en què els beneventins van obrir bretxa als murs de Nàpols però llavors Sicó va acceptar negociar i el retard ocasionat per les converses van permetre als assetjats restablir les fortificacions malmeses; el setge es va allargar i els napolitans van cridar en ajut a l'emperador Lluís el Pietós i al seu fill Lotari I, sota protecció dels quals es van posar; la protecció imperial va salvar als napolitans.
El 829 delegats del principat eren a la Dieta de Worms. El 832 Sicó va morir amb seixanta anys i el seu fill Sicard, que ja feia uns anys que participava en el govern, el va succeir.